# Asma bint Marwan
Asma bint Marwan, död 624, var en arabisk-judisk poet.
Hon var känd för sin opposition mot den muslimska profeten Muhammed. Hon skrev en satirisk dikt som uttryckte hennes opposition. Muhammed uttryckte en önskan om att hon skulle dödas. Umayr bin Adiy al-Khatmi antog uppmaningen och utförde mordet.